# Katja Marx
Katja Marx (* 4. Januar 1965 in Löffingen) ist eine deutsche Journalistin und Medienmanagerin. Von 2020 bis 2024 war sie Programmdirektorin beim Norddeutschen Rundfunk.

## Leben
Marx absolvierte ein Studium der Politikwissenschaft und Ostslawische Philologie an der Eberhard-Karls-Universität Tübingen und besuchte danach die Deutsche Journalistenschule. In der Folge war sie als Reporterin für verschiedene Zeitungen tätig.
Ab 1992 war Marx als Hörfunkredakteurin beim Süddeutschen Rundfunk tätig, für den sie zunächst aus Stuttgart und Berlin berichtete und später Korrespondentin in Moskau war. 1999 wechselte sie zum Hessischen Rundfunk, wo sie die Leitung der Nachrichtenredaktion des Hörfunks übernahm. Ab 2004 verantwortete sie zudem den Nachrichten- und Reporterpool und wurde 2006 Chefredakteurin des Hörfunkbereiches. 2009 übernahm sie darüber hinaus auch die Funktion der Programmchefin von hr-info.
2020 wechselte Marx zum Norddeutschen Rundfunk, wo sie als Nachfolgerin von Joachim Knuth Programmdirektorin für den Hörfunk wurde. Im Rahmen einer crossmedialen Umstrukturierung der Strukturen zu einer gemeinsamen NDR-Programmdirektion übernahm sie 2022 den Posten der Programmdirektorin für den Geschäftsbereich I, während Frank Beckmann – der bisher die Fernsehdirektion verantwortete – den Geschäftsbereich II übernahm. Im März 2024 gab Marx bekannt, ihren Posten zum Ende des Jahres abgeben zu wollen. Als ihre Nachfolgerin wurde im September 2024 Ilka Steinhausen durch den NDR-Verwaltungsrat bestätigt.